# Tambillo (Bolivien)
Tambillo ist eine Ortschaft im Departamento La Paz im südamerikanischen Binnenstaat Bolivien.

## Lage im Nahraum
Tambillo ist der zentrale Ort des Kanton Tambillo im Municipio Laja in der Provinz Los Andes. Die Ortschaft liegt auf einer Höhe von 3865 m dreißig Kilometer südöstlich des Titicacasees, von hier aus erstreckt sich nach Südosten die weite Ebene des bolivianischen Hochlandes über El Alto und Calamarca hinaus.

## Geographie
Tambillo liegt auf dem bolivianischen Altiplano zwischen den Anden-Gebirgsketten der Cordillera Occidental im Westen und der Cordillera Central im Osten. Das Klima der Region ist semihumid und ein typisches Tageszeitenklima, bei dem die mittleren Temperaturschwankungen im Tagesverlauf deutlicher ausfallen als im Jahresverlauf.
Die mittlere Durchschnittstemperatur der Region liegt bei 9 °C (siehe Klimadiagramm Batallas), die Monatsdurchschnittswerte schwanken nur unwesentlich zwischen 6 °C im Juli und 10 °C im November und Dezember. Der Jahresniederschlag beträgt etwa 600 mm, die Monatsniederschläge liegen zwischen unter 15 mm in den Monaten Juni bis August und zwischen 100 und 120 mm von Dezember bis Februar.

## Verkehrsnetz
Tambillo liegt 52 Straßenkilometer westlich von La Paz, der Hauptstadt des Departamentos.
Von La Paz aus führt die asphaltierte Nationalstraße Ruta 2 in westlicher Richtung nach El Alto und weitere fünf Kilometer in nordwestlicher Richtung. Dann zweigt die Ruta 1 nach Südwesten ab und führt über Laja nach Tambillo und weiter nach Guaqui am Titicacasee und nach Desaguadero (Bolivien) an der Grenze zu Peru.
Von Tambillo aus erreicht man über eine Seitenstraße in nordwestlicher Richtung nach zwölf Kilometern die Ortschaft Catavi.

## Bevölkerung
Die Einwohnerzahl der Ortschaft ist in den vergangenen beiden Jahrzehnten auf ein Mehrfaches angestiegen:
| Jahr | Einwohner | Quelle       |
| ---- | --------- | ------------ |
| 1992 | 97        | Volkszählung |
| 2001 | 205       | Volkszählung |
| 2012 | 711       | Volkszählung |
| 2024 |           | Volkszählung |

Die Region weist einen hohen Anteil an Aymara-Bevölkerung auf, im Municipio Laja sprechen 97,2 Prozent der Bevölkerung Aymara.